# Schauschek Árpád
Schauschek Árpád (Szeged, 1863. február 13. – Budapest, 1942. május 29.) művészettörténész, egyetemi tanár, művészeti író.

## Életútja
A Képzőművészeti Főiskolán és a budapesti tudományegyetem tanult. 1887-ben az iparművészeti iskola tanáraként működött. 1895-ben került a műegyetemre, ahol a szabadkézi rajz tanszékén oktatott, itt 1901-től rendkívüli tanár volt. Számos rajzpedagógiai és művészeti tanulmányt írt.

## Fontosabb művei
- Székely Bertalan emlékezete (Budapest, Károlyi Ny., 1911)
- Rauscher Lajos emlékezete (Felolvastatott a Magyar Országos Rajztanáregyesület évi közgyülésén 1916. ápril hó 16-án)
- Henszlmann Imre (a Kisfaludy Társ. által díjazott mű. Bp., 1917)